# Mausoleum van Augustus
Het Mausoleum van Augustus was het mausoleum (praalgraf) dat keizer Augustus in Rome liet aanleggen voor zichzelf en zijn familie.

## In de Oudheid

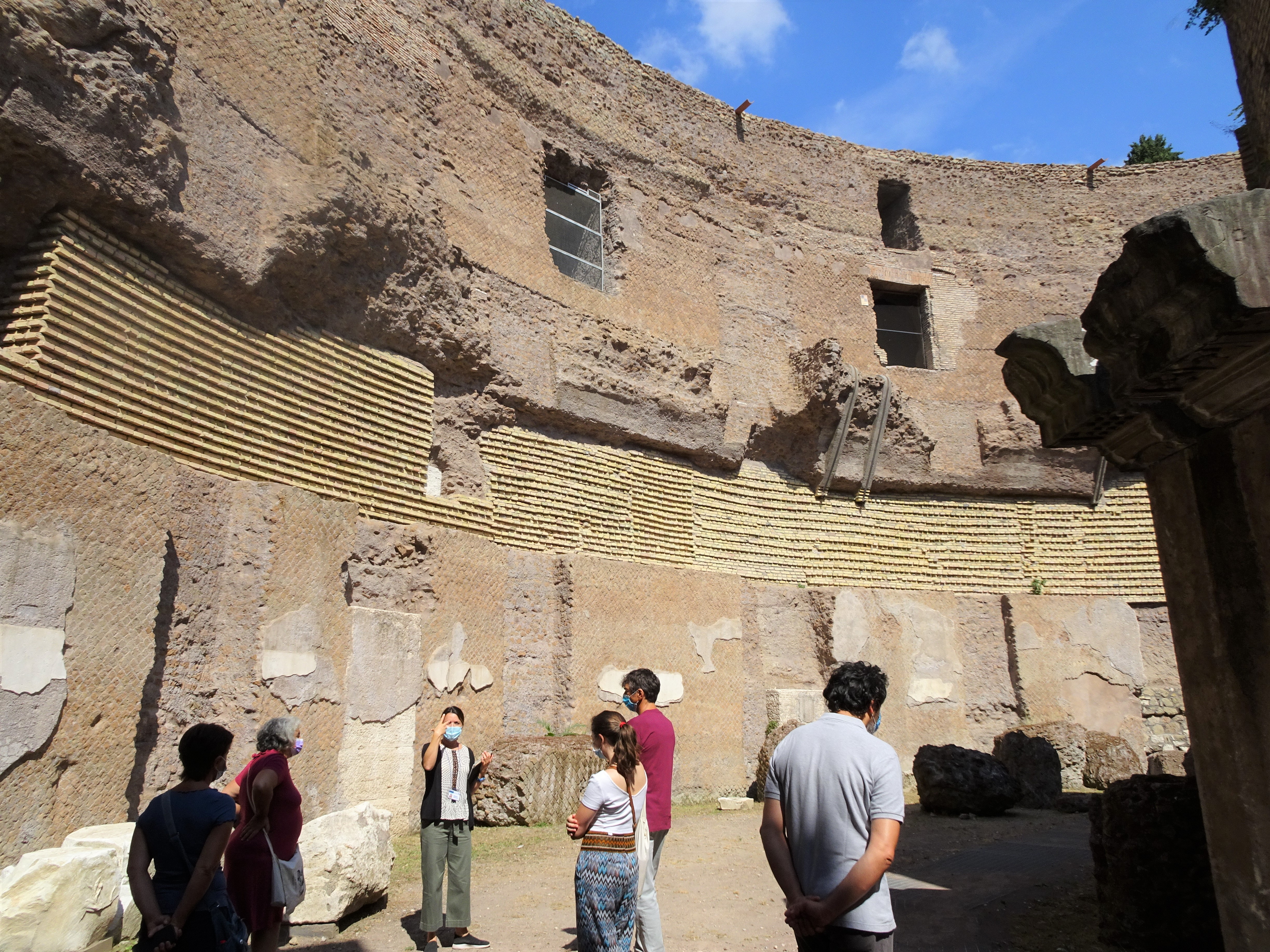
De zone die is vrijgemaakt tussen de 5de (buitenste) ringmuur en de 3de ringmuur.

In 28 v.C. liet Augustus, dan nog maar 35 jaar oud, voor zichzelf en zijn familie een mausoleum bouwen tussen de oever van de Tiber en de Via Flaminia, aan de noordelijke rand van het Marsveld. Vijf jaar later werd het in gebruik genomen, toen als eerste de asurne van Augustus’ jong gestorven schoonzoon Marcellus erin werd bijgezet. 
De vorm van een grafheuvel (of tumulus) was misschien ontleend aan de Etruskische grafheuvels. In elk geval was het monumentale karakter geïnspireerd door de mausolea die Augustus in het Oosten had gezien, zoals het Mausoleum van Halicarnassus en de tombe van Alexander de Grote in Alexandrië. De keuze van deze illustere voorbeelden laat doorschijnen dat Augustus na de overwinning op zijn laatste tegenstanders Antonius en Cleopatra (slag bij Actium) voor zichzelf een rol als alleenheerser en stichter van een dynastie zag weggelegd.
Het mausoleum had een grote ronde basis van 12 m hoog en een diameter van ongeveer 87 m (300 Romeinse voet). Deze basis was gebouwd van tufsteen en baksteen, en was aan de buitenkant bekleed met blokken travertijn of wit marmer. In die basis liepen 5 concentrische ringmuren, waarvan de buitenste twee verbonden waren met straalsgewijs lopende muren. Die twee buitenste gangen waren niet toegankelijk maar waren opgevuld met aarde, ter ondersteuning van het bovenste gedeelte van het monument.
Op de basis lag de eigenlijke grafruimte in een cilindervormig maar smaller bovengedeelte, waarvan de top 45 meter hoog reikte. In het midden ondersteunde een hoge zuil het standbeeld op de top van het monument: een 5 meter groot beeld van keizer Augustus, vervaardigd in verguld brons. Met zijn totale hoogte van 50 meter stak het monument ver boven de Campus Martius uit, die op dat ogenblik nog nauwelijks bebouwd was. Het vrije gedeelte van de basis en dat van het bovendeel was "tot bovenaan toe dicht beplant met altijd groene bomen" volgens de informatie van Strabo, die tevens vermeldt dat naast het mausoleum een openbaar park met prachtige portieken lag.
De ingang van het monument lag aan de zuidzijde, naar de stad toe. Vóór de ingang was op bronzen platen de tekst te lezen van de Res Gestae Divi Augusti, waarin Augustus zelf een overzicht van zijn bewind biedt. Deze platen zijn niet bewaard, maar de tekst ervan is bekend via andere monumenten. Verder van de ingang af stond aan weerszijden een obelisk van ongeveer 14,70 meter hoog, gemaakt naar Egyptisch model maar zonder hiëroglyfen. Deze obelisken zijn vermoedelijk vervaardigd ten tijde van keizer Domitianus. Een staat nu voor de apsis van de Santa Maria Maggiore, de andere staat op het Quirinaalplein.
Vermoedelijk stond in de asurne van Augustus (overleden in 14 n.C.) in het centrum van de cilindervormige grafruimte, en in de gang daarrond die van zijn vrouw Livia (29 n.C.), zijn kleinzonen Lucius (2 n.C.) en Gaius Caesar (4 n.C.), zijn zuster Octavia (sterfdatum onbekend) en zijn schoonzonen Marcellus (23 v.C.) en Agrippa (12 v.C.). In de gangen om de centrale grafkamer werden later andere leden van de Julisch-Claudische familie bijgezet: de keizers Tiberius, Caligula en Claudius, en  ook andere leden van deze dynastie zoals Drusus Maior, Germanicus en Poppaea. Leden van de Julisch-Claudische dynastie die echter niet in Augustus' mausoleum werden bijgezet zijn Augustus' eigen dochter Julia (die door haar vader was verbannen in  2 v.C. en overleden is in 14 n.C.) en de latere keizer Nero (overleden in 68 n.C.).
Nerva was de laatste keizer die zich hier liet bijzetten. De laatste die - zij het kortstondig - in Mausoleum van Augustus werd bijgezet (217 n.C.) was Julia Domna, de vrouw van keizer Septimius Severus. Nadien werd ze overgebracht naar het Mausoleum van Hadrianus.

## Verval en hergebruik van Augustus' mausoleum

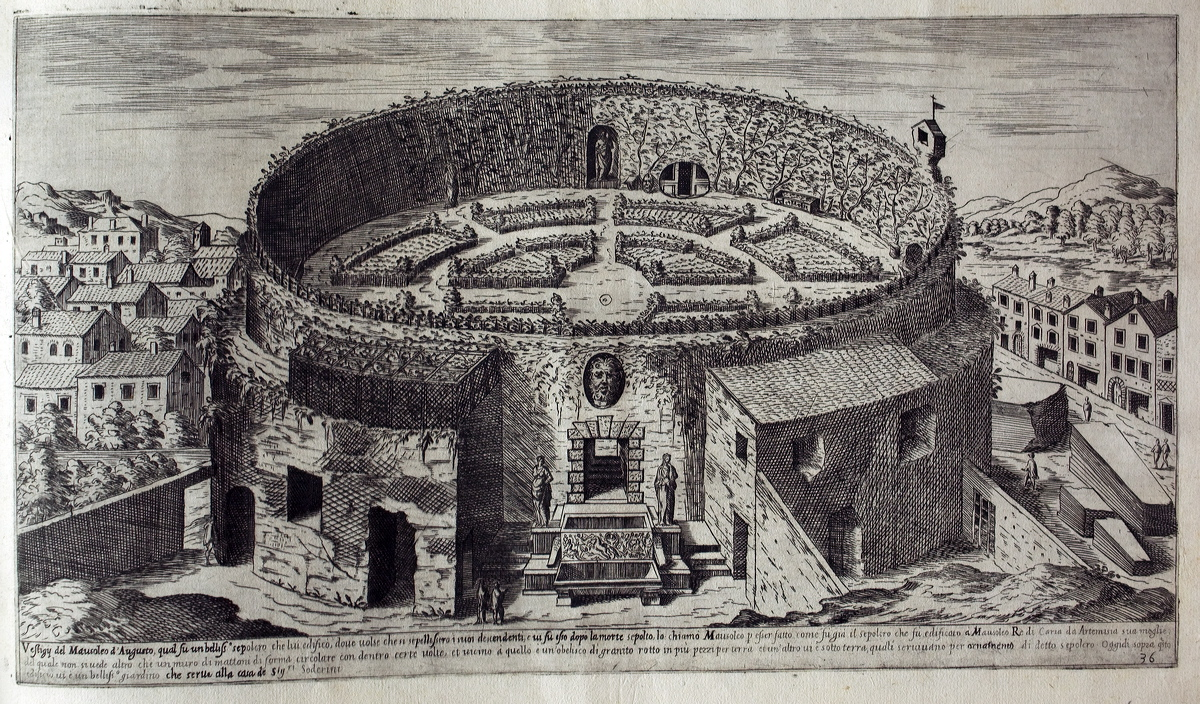
Peracvestigi157537

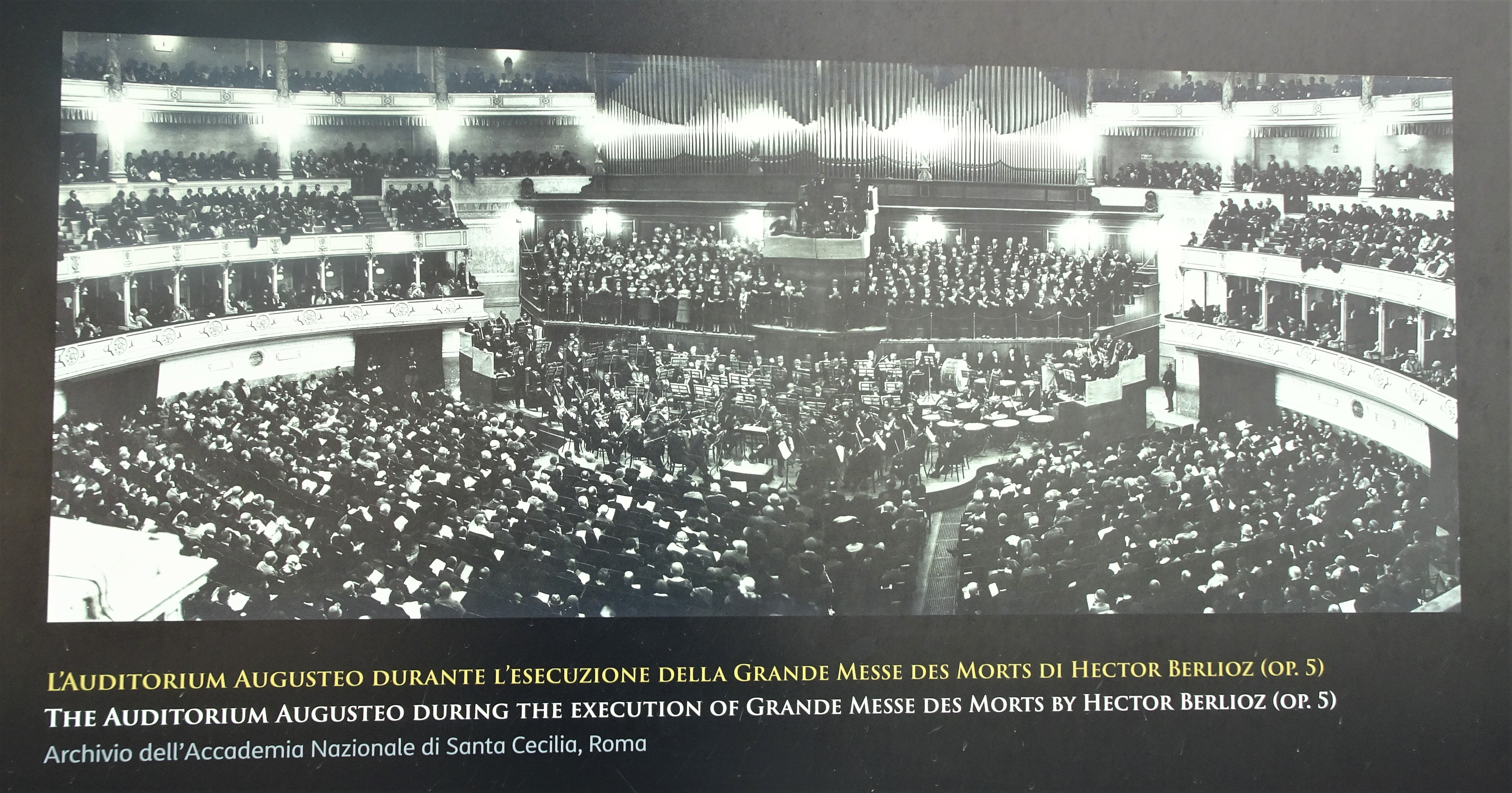
Muziekuitvoering in het Auditorium Augusteo

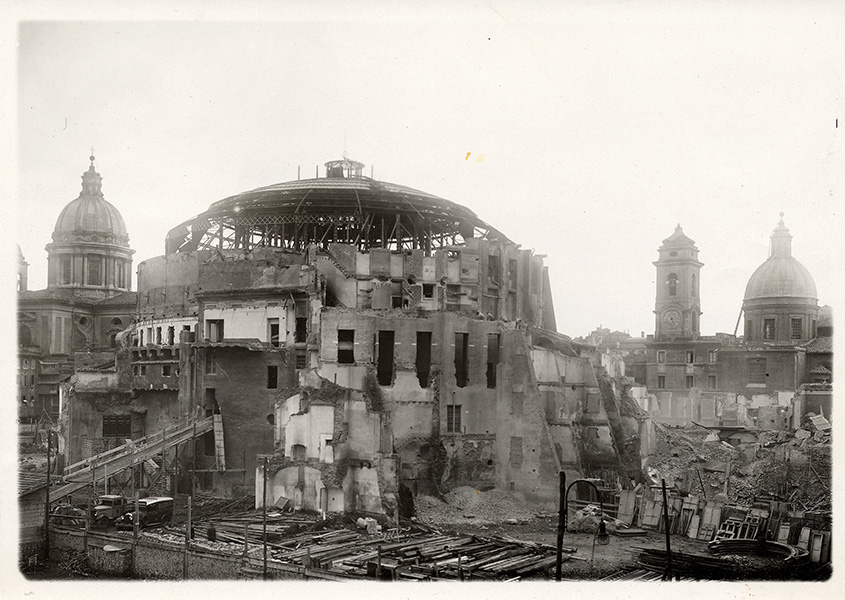
Vrijmaking van het Mausoleum in 1936

Vanaf de 4de eeuw werd het gebouw ontdaan van alle ornamenten en waardevolle materialen (marmer, travertijn). Het bronzen beeld van Augustus dat in de oudheid op de top van het monument stond, werd in de middeleeuwen omgesmolten tot muntstukken. 
Tot in het begin van de 20ste eeuw werd het monument talloze malen verbouwd: 
- In de 12de eeuw werd het mausoleum een fort van de familie Colonna, die het ook gebruikte als residentie. In 1241 werden de Colonna's eruit verdreven en werd het fort vernield door paus Gregorius IX.
- Mettertijd werden woonhuizen opgetrokken tegen het mausoleum aan. Binnen de ringmuren van het monument werden een wijngaard en een moestuin aangelegd.
- Nadat het bovendeel van het mausoleum was ingestort, werd het middendeel vanaf 1546 een "hangende tuin" van de familie Soderini, versierd met standbeelden en andere overblijfselen uit de Oudheid.
- In 1751 werd het gebouw eigendom van de Portugese markies Benedetto Correa die het bovendeel ervan verbouwde tot een amfitheater. Het naar hem genoemde Teatro Correa was nog in het begin van de negentiende eeuw in gebruik als arena voor stierengevechten.[10]
- In de negentiende eeuw werd het theater verbouwd tot een zaal voor toneelvoorstellingen en spektakels allerhande. Het gebouw kreeg een koepel van glas en ijzer.
- Vanaf 1908 tot 1936 was het een bekende concertzaal met de naam Auditorium Augusteo, een ronde zaal met een capaciteit van 3.500 man. Deze was de thuisbasis van de befaamde Accademia Nazionale di Santa Cecilia.

## Vrijmaking en restauratie van het monument
In 1936 werd op last van Mussolini begonnen met het vrijmaken van het monument: de woningen die er tegenaan waren gebouwd werden afgebroken, de concertzaal werd ontmanteld en het monument werd zoveel mogelijk in zijn oorspronkelijke staat teruggebracht. Mussolini wilde het laten restaureren en er zelf in begraven worden, maar gezien het verloop der gebeurtenissen is dat er nooit van gekomen. 
Nadien zijn de werken aan het monument decennialang blijven stilliggen. Pas in 2007 werd weer archeologisch onderzoek ondernomen, en in 2016 namen de restauratiewerken eindelijk een aanvang. In 2021 kon het monument worden bezocht onder leiding van een gids, maar dat is sindsdien niet meer mogelijk. Ondertussen wordt verder gewerkt aan de inrichting van de site als een soort openluchtmuseum; streefdatum voor de openstelling daarvan was einde 2023, maar die datum is ondertussen al opgeschoven naar 2026.

## Wetenswaardigheden
- In 1354 werd in de omgeving van het mausoleum van Augustus het lichaam gecremeerd van Cola di Rienzo, de volksmenner die zich een tweede Augustus waande maar zich uiteindelijk de woede van de Romeinse bevolking op de hals had gehaald en werd gelyncht.
- In 1875 werd in deze zaal een banket gehouden ter ere van Giuseppe Garibaldi.
- In het begin van de 20ste eeuw werd in deze zaal de verschillende delen het bronzen ruiterstandbeeld van koning Vittorio Emanuele II gegoten. In 1911 werden ze afzonderlijk naar het Vittoriano getransporteerd om daar te worden samengesteld op de definitieve locatie.
- in 1921 ging in deze zaal het stichtingscongres door van de Partito Nazionale Fascista.
- Bij de afbraakwerken in 1936-1937 werd niet enkel het mausoleum met de aanpalende woningen aangepakt, maar ook de zone errond. Daardoor kwam het mausoleum geïsoleerd te liggen te midden van het plein dat de naam Piazza Augusto Imperatore kreeg. Aan de noord-, oost- en zuidzijde ervan werden monumentale palazzi opgetrokken in de rationele stijl, typisch voor de periode van het fascisme. Aan de westzijde, tussen het mausoleum en de Tiberoever, werd de Ara Pacis Augustae (het Altaar van de Vrede van Augustus) heropgericht.

## Geraadpleegde bronnen
- S. Platner, A Topographical Dictionary of Ancient Rome, Londen 1929, art. Mausoleum Augusti
- (it) Website van het monument[dode link]
- (it) Webpagina Mausoleo di Augusto van Romesegreta.it.
- (it) Webpagina Augusteo van info.roma.it.
- (it)  F. COARELLI, Guida Archeologica di Roma, Verona, 1984, p. 241 en 274-277.
- (it)  Touring club italiano. (1993). Roma. Il Touring club, Milano. ISBN 88-365-0508-2. p. 336.
- (en)  A. Carandini en P. Carafa (ed.), The atlas of Ancient Rome : biography and portraits of the city, Princeton, New Jersey (2017). ISBN 978-0-691-16347-5., deel 1 p. 507 en 521, en deel 2 tables 231 en 284.

## Galerij

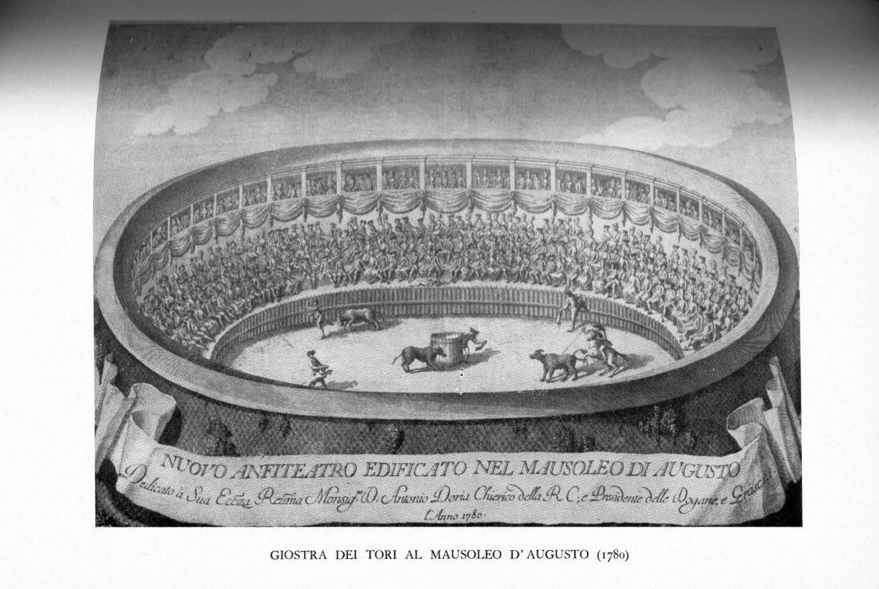
Stierengevecht in Teatro Correa (1780)
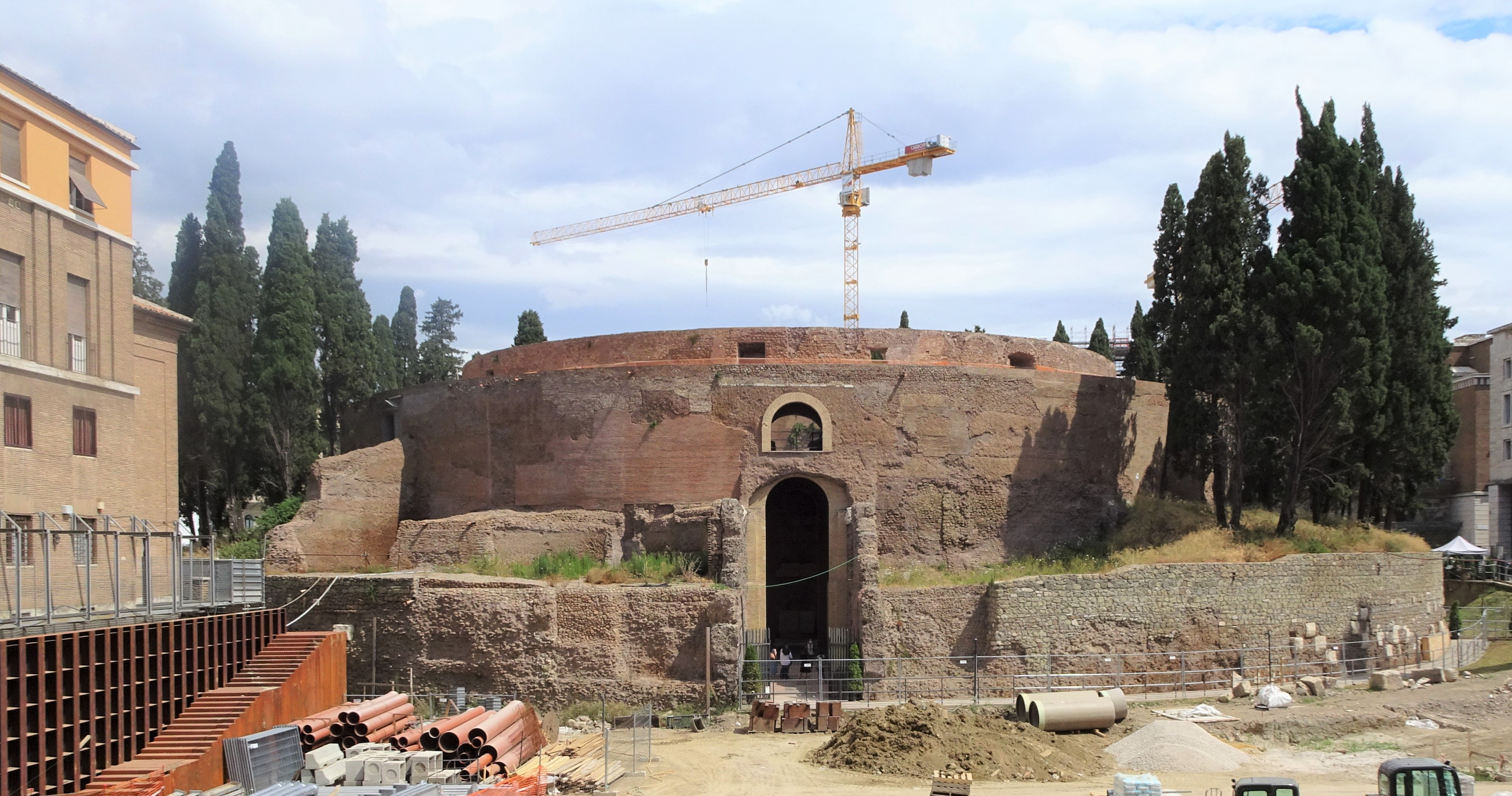
De zuidzijde gezien vanuit de galerij in Via Tomacelli (2021)
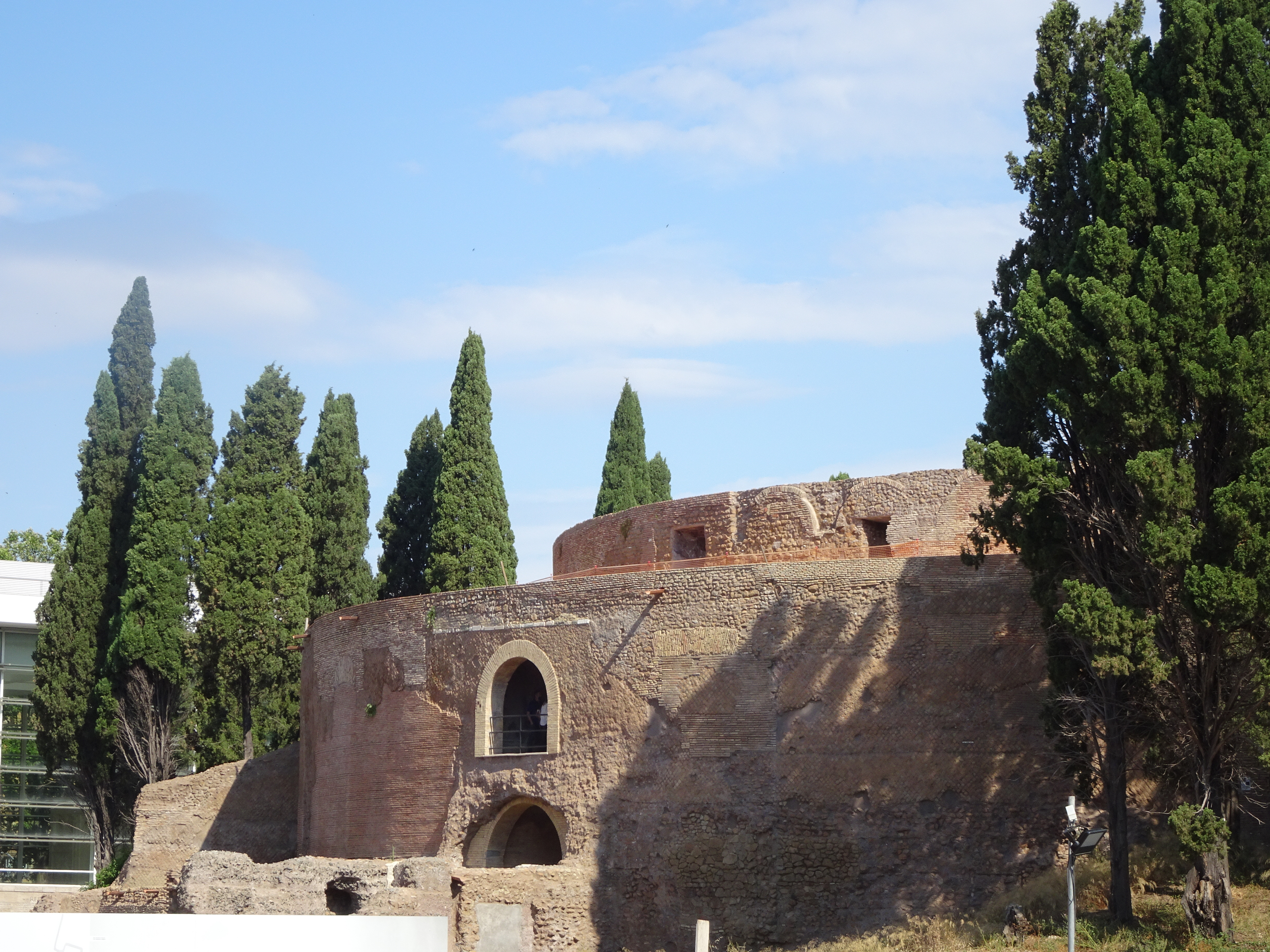
Buitenzijde na de restauratie.
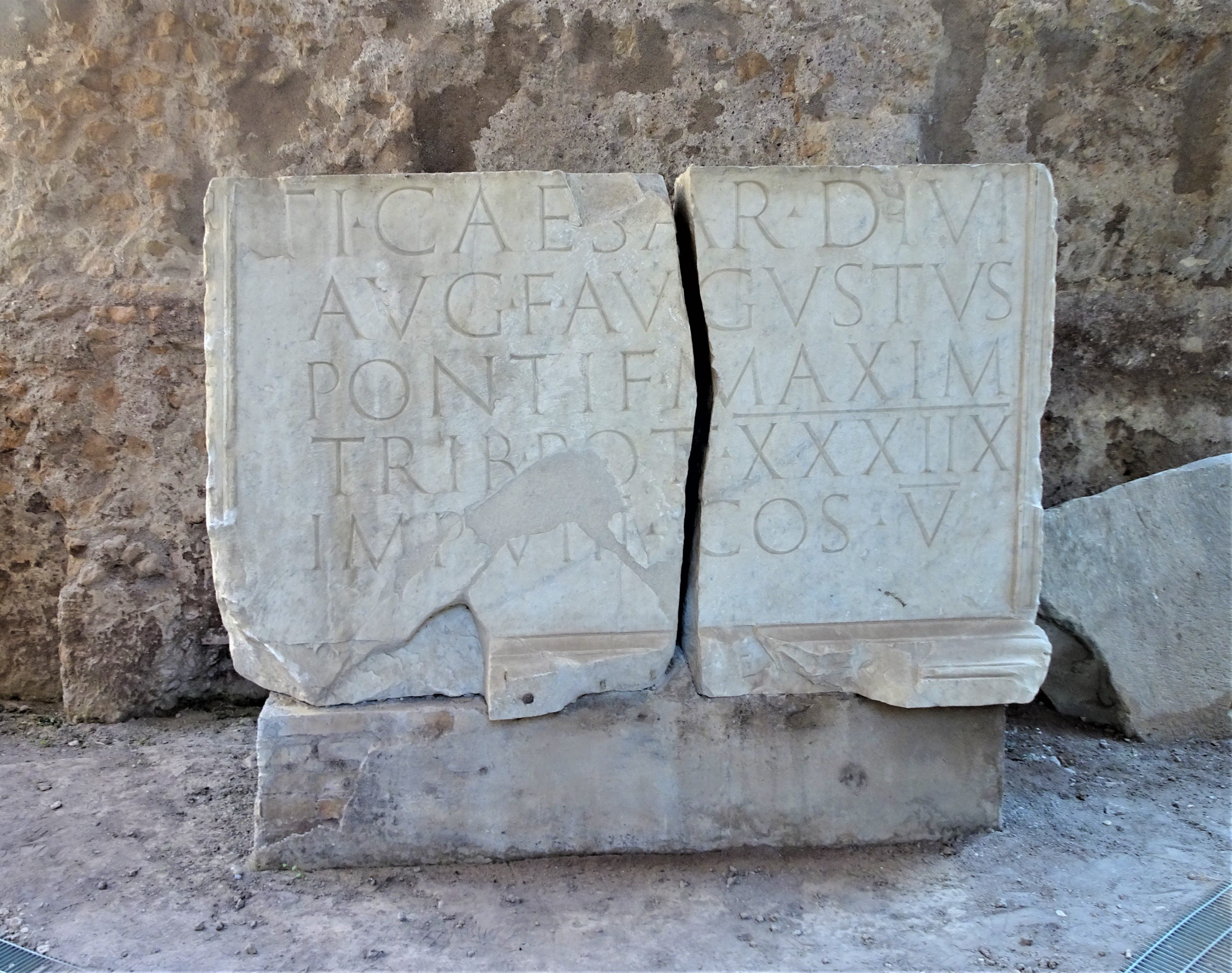
Inscriptie bewaard in het mausoleum.
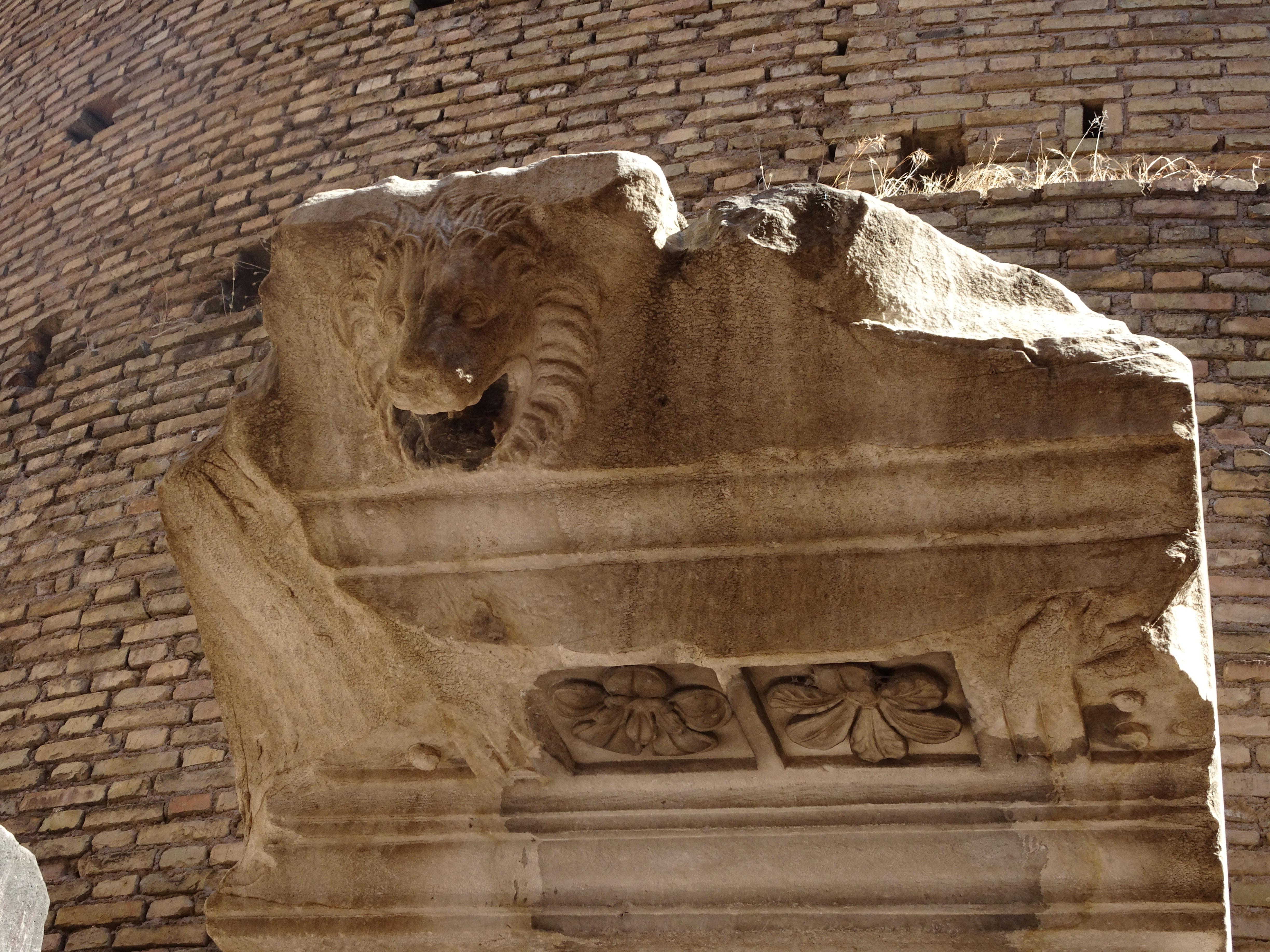
fragment van kroonlijst met spuier
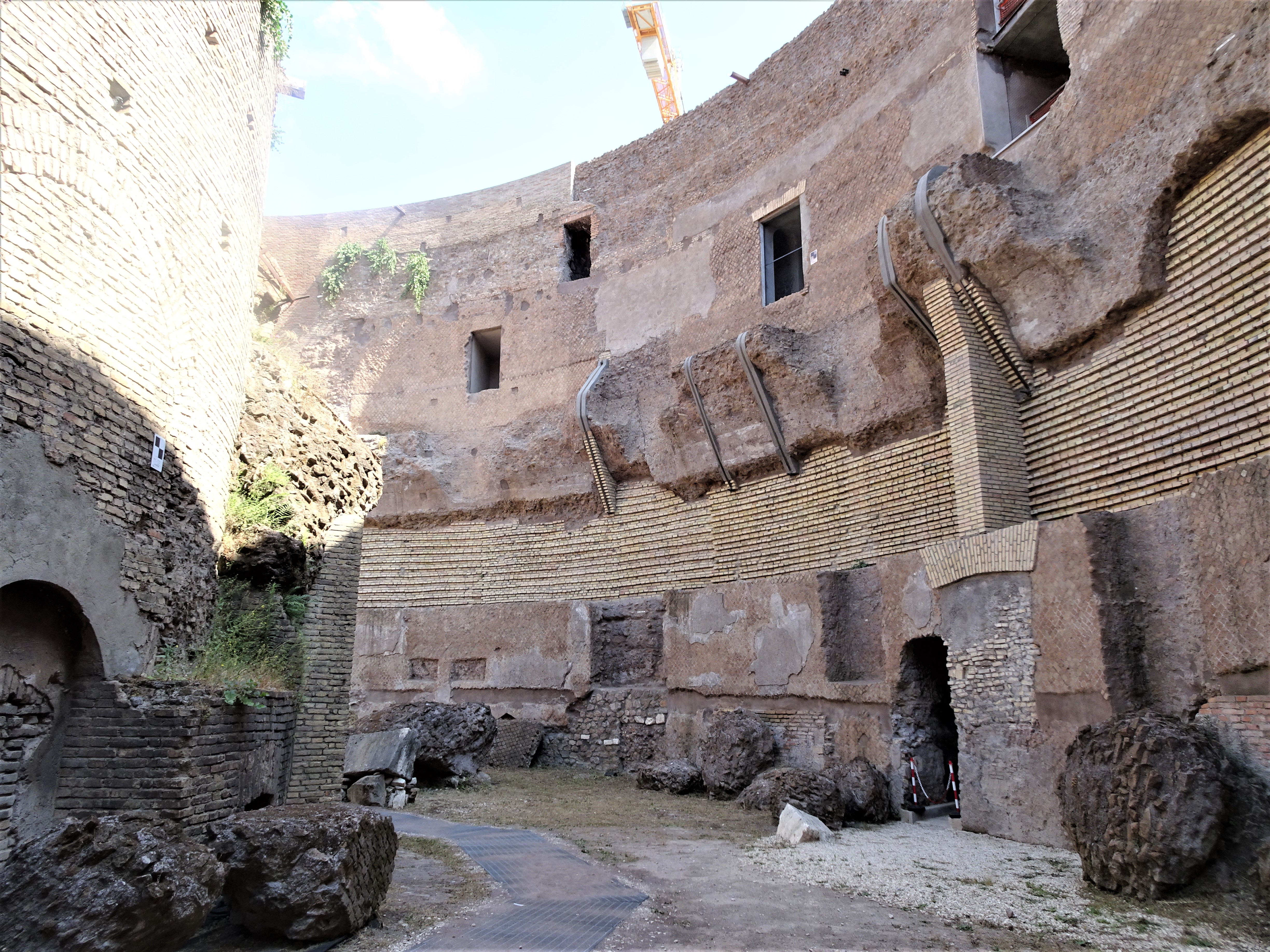
De zone die is vrijgemaakt tussen de 5de (buitenste) ringmuur en de 3de ringmuur.
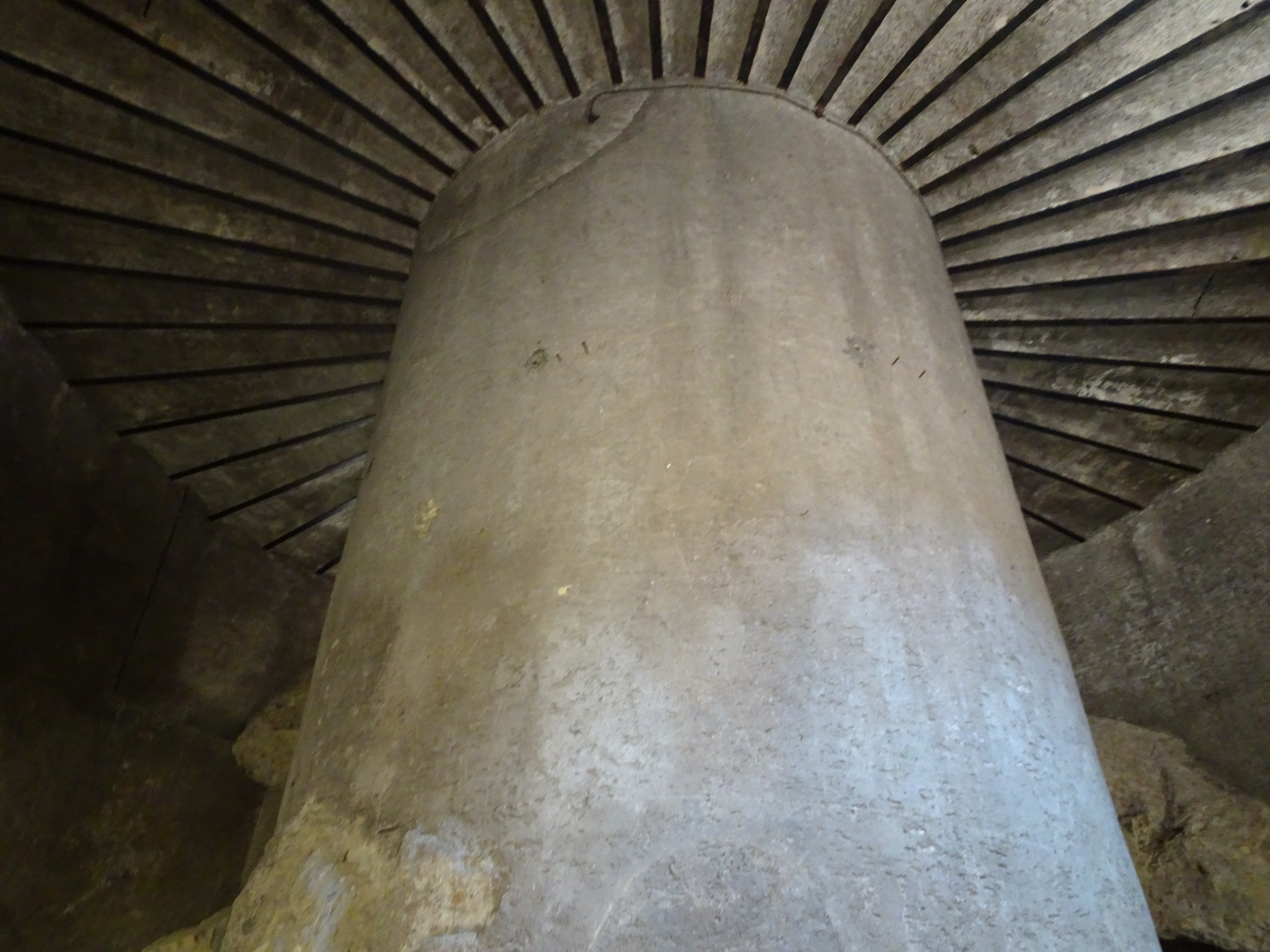
Betonnen zuil die bij de restauratie in het midden van het monument werd geplaatst ter vervanging van de vroegere zuil die niet is bewaard.
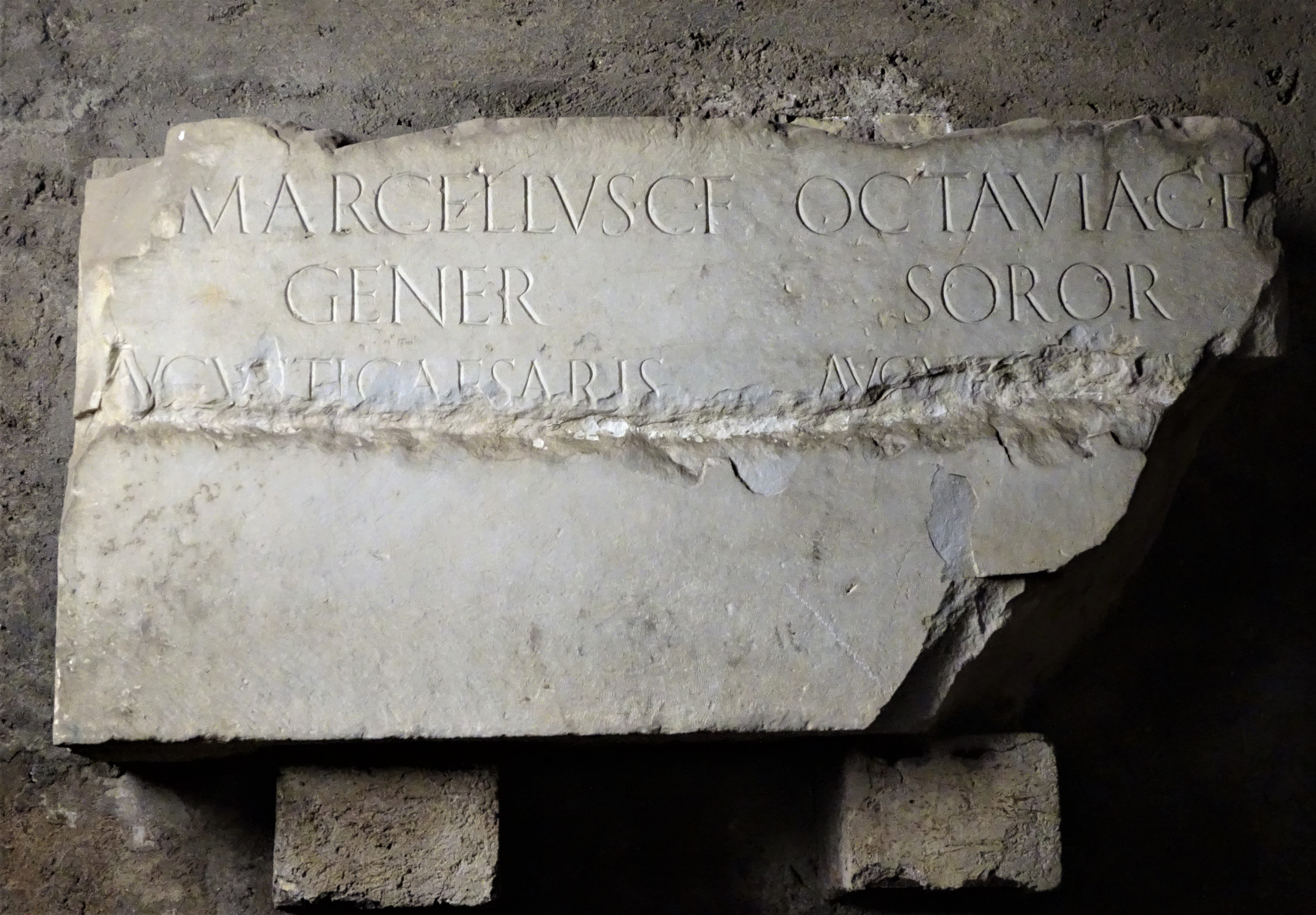
Inscripte met de vermeldingen "Marcellus, schoonzoon" en "Octavia, zuster".
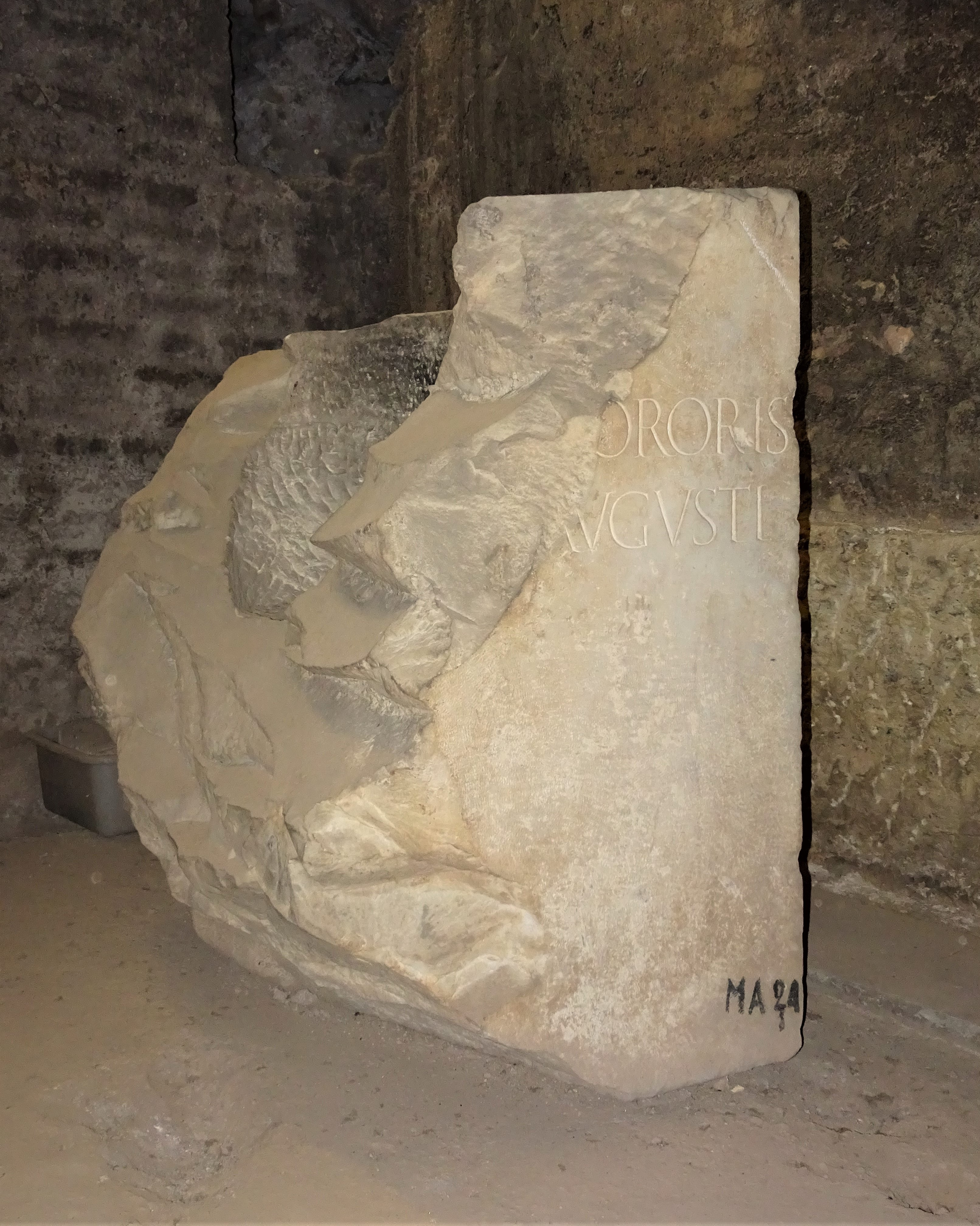
Marmerblok voor asurne, met de inscriptie "van de zuster van Augustus".
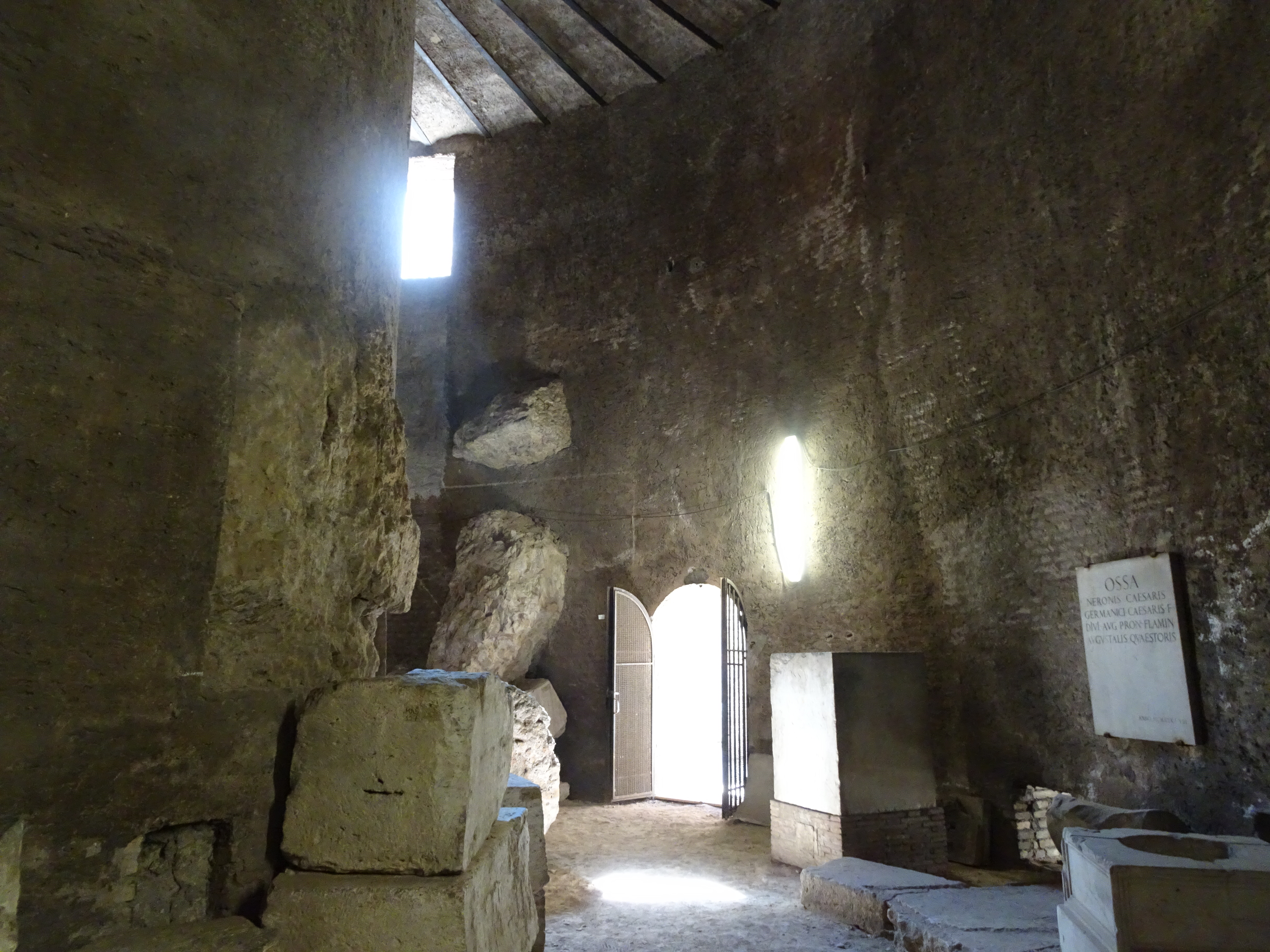
In de binnenste ringmuren van het mausoleum.
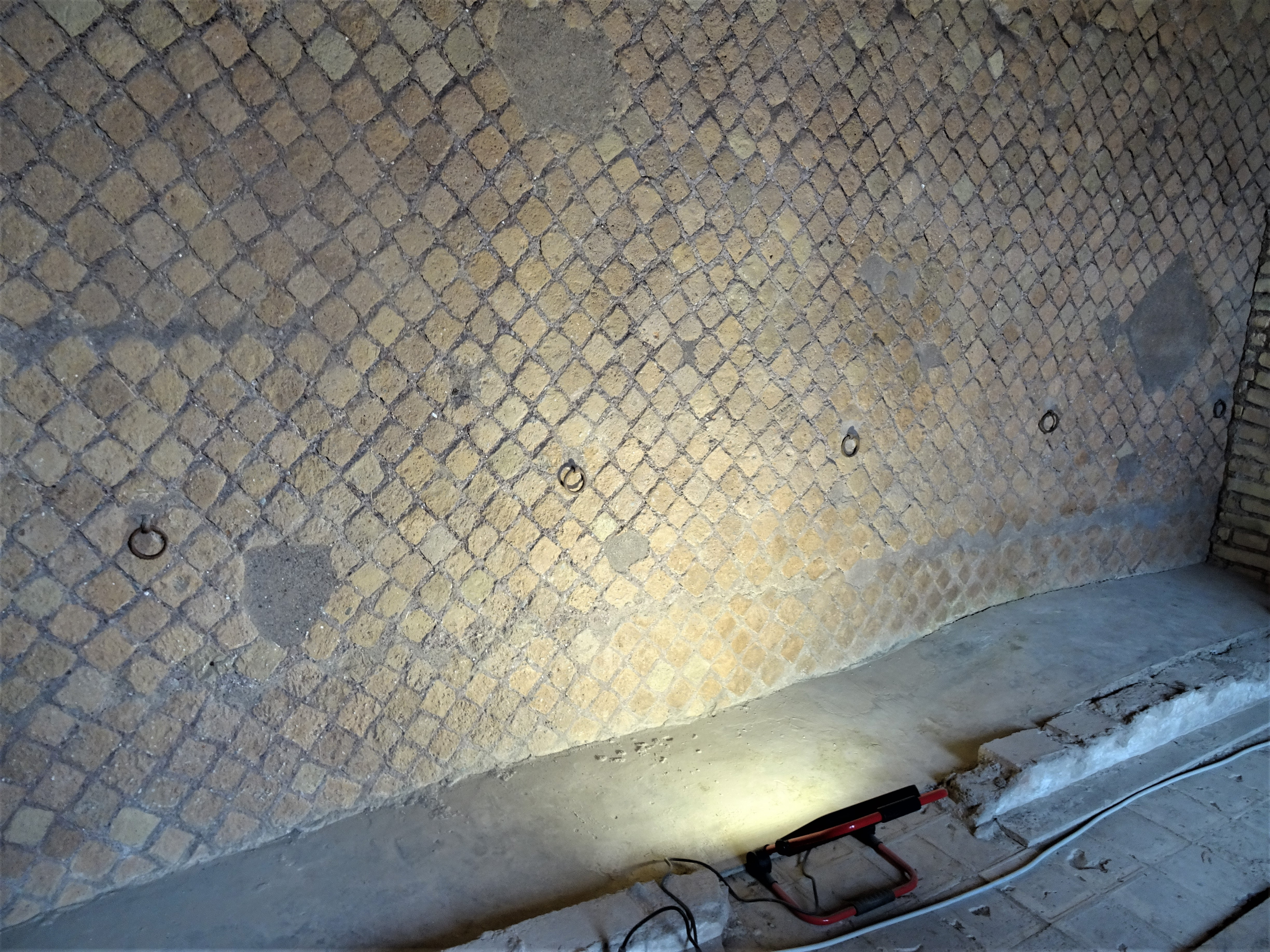
In het bovendeel: muur met de ringen waaraan de stieren werden vastgemaakt in afwachting van hun optreden in de corrida.
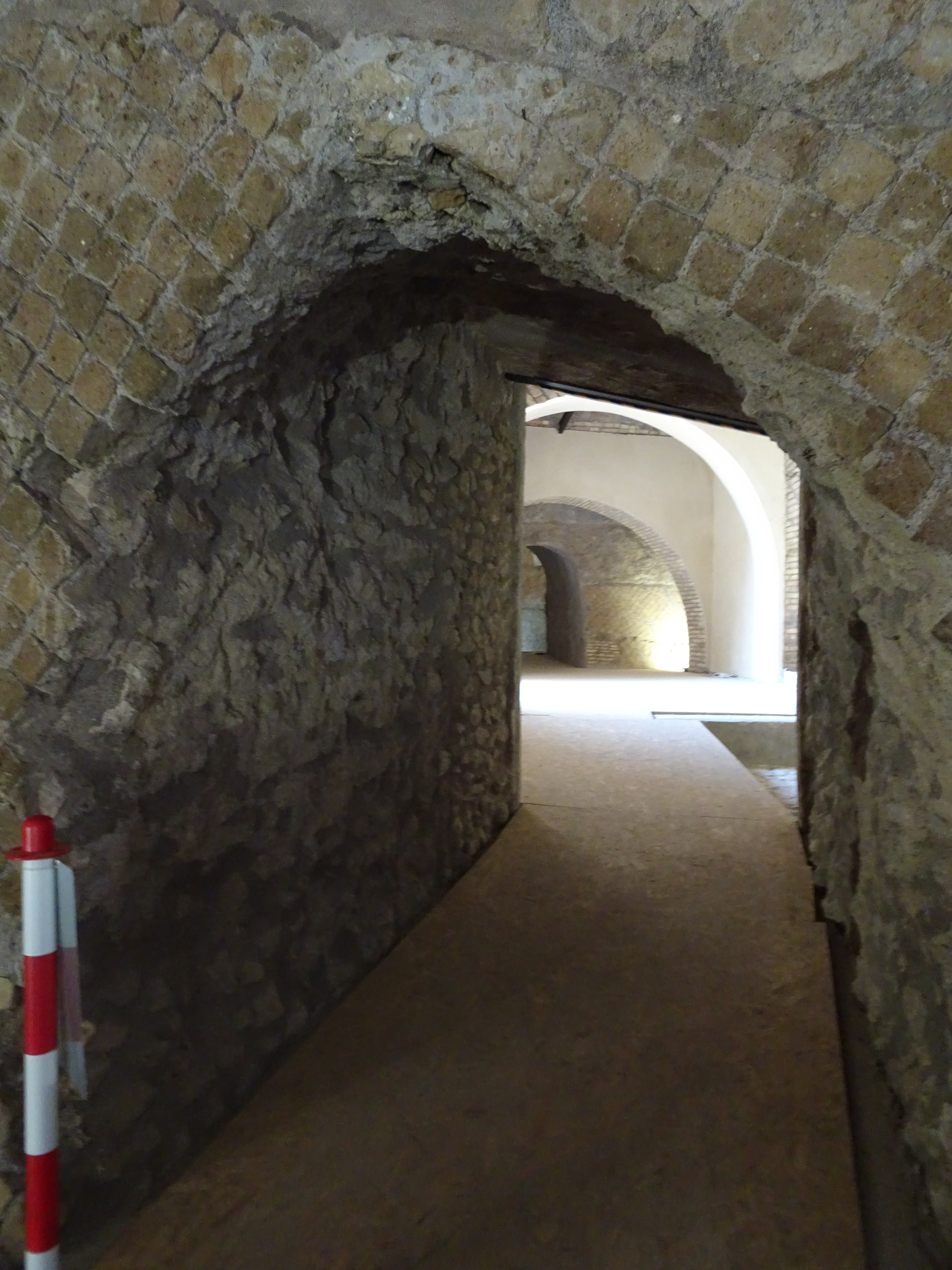
Rondgang in Teatro Correa (bovenste gedeelte van het monument).
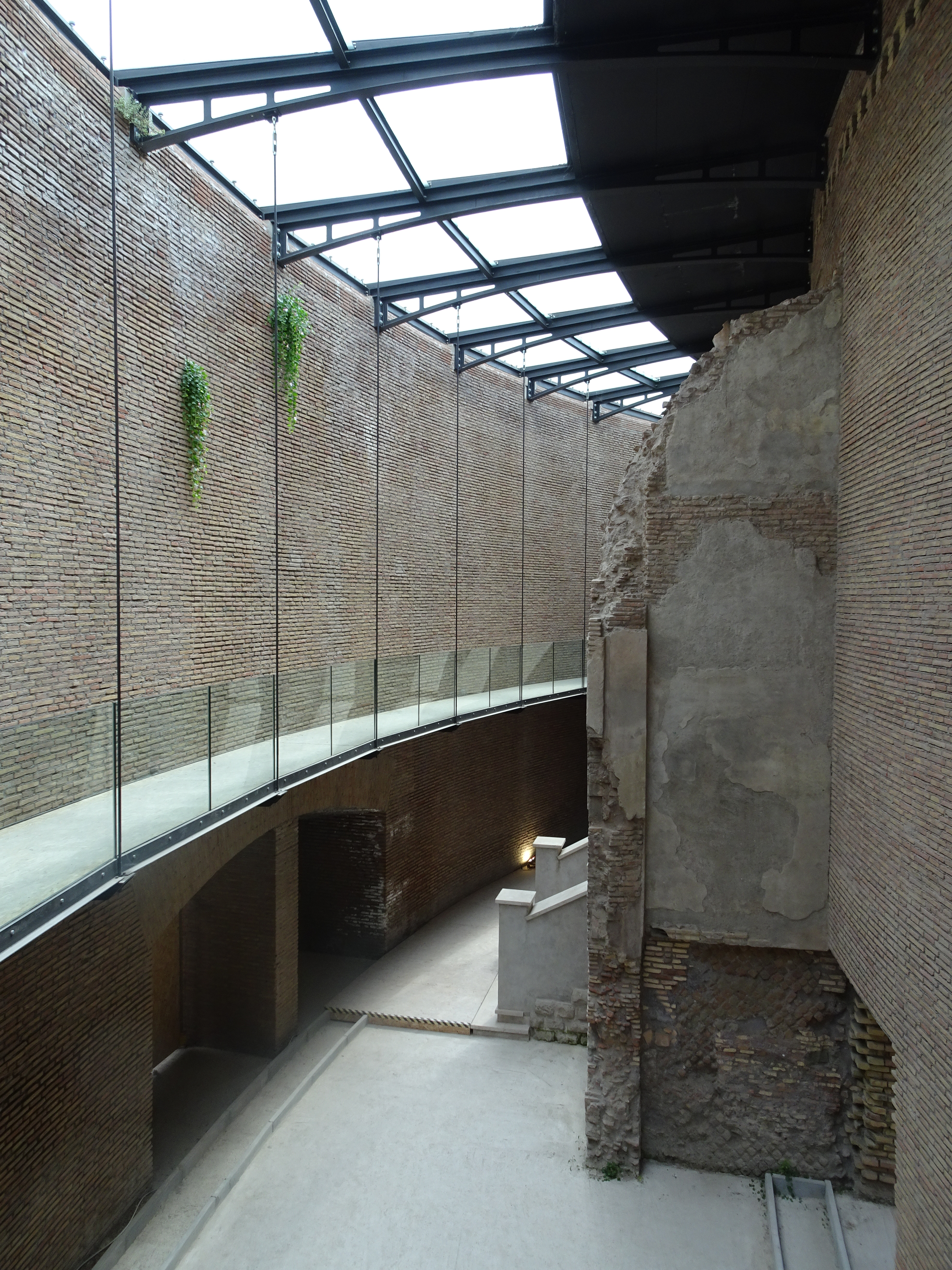
Rondgang in Teatro Correa (bovenste gedeelte van het monument).
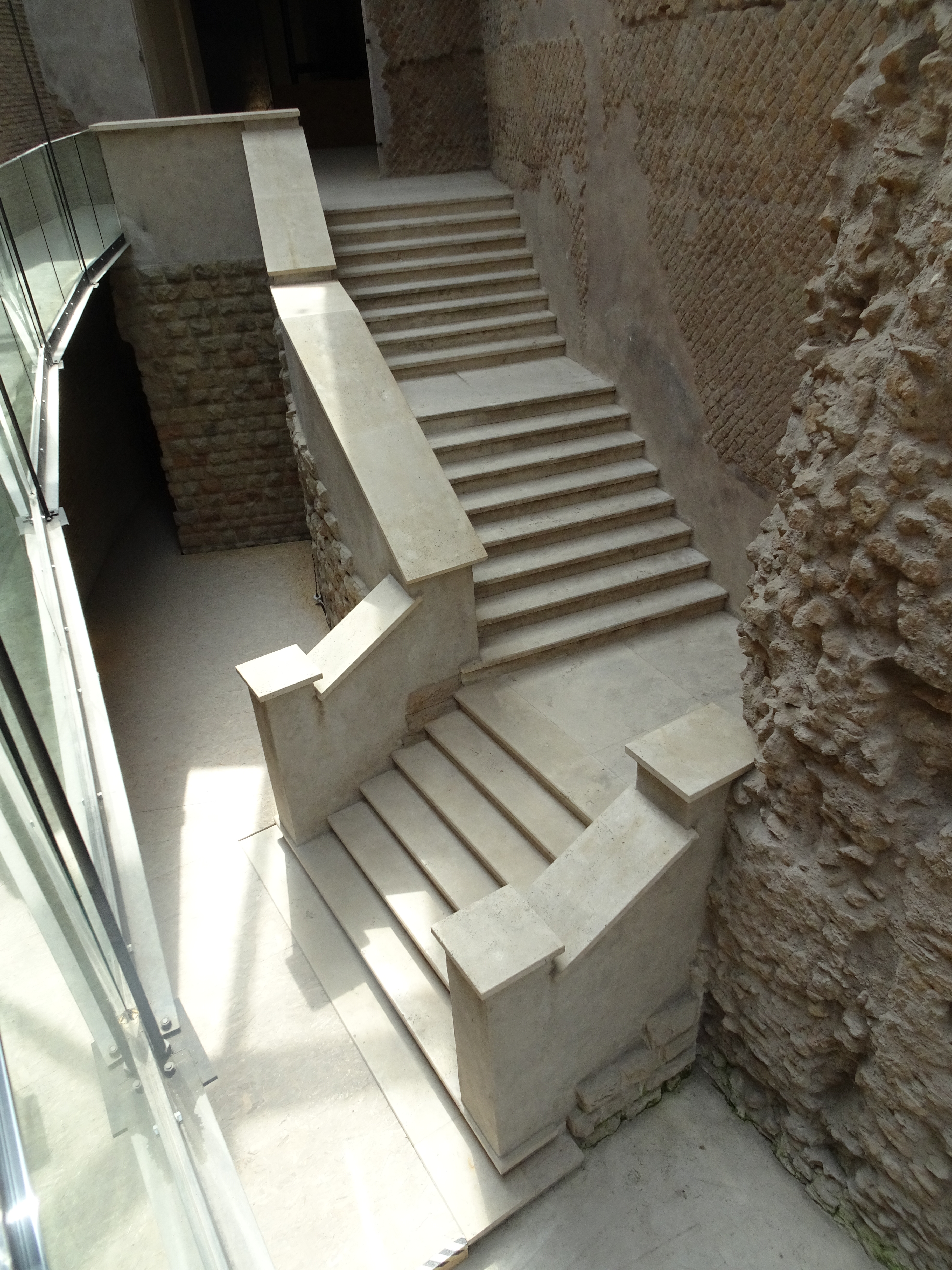
Trap van het theater (gerestaureerd).